# Der er et yndigt land
Der er et yndigt land (Er is een lieflijk land) is het (algemene) volkslied van Denemarken. Als de koninklijke familie aanwezig is, wordt het koninklijk volkslied Kong Christian stod ved højen mast gebruikt. 
De tekst werd in 1819 geschreven door Adam Oehlenschläger, met het motto Ille terrarum mihi praeter omnes Angulus ridet (Nederlandse vertaling: "Deze hoek van de wereld lacht meer naar mij dan welke ook") (Horatius). De muziek werd geschreven in 1835 door H.E. Krøyer, en later ook door Th. Laub en Carl Nielsen.

## Deense tekst
Der er et yndigt land, det står med brede bøge,
nær salten østerstrand, nær salten østerstrand.
Det bugter sig i bakke dal, det hedder gamle Danmark,
og det er Frejas sal, og det er Frejas sal.
Der sad i fordums tid, de harniskklædte kæmper,
udhvilede fra strid, udhvilede fra strid.
Så drog de frem til fjenders mén, nu hvile deres bene,
bag højens bautasten, bag højens bautasten.
Det land endnu er skønt, thi blå sig søen bælter,
og løvet står så grønt, og løvet står så grønt.
Og ædle kvinder, skønne mø'r og mænd, og raske svende,
bebo de danskes øer, bebo de danskes øer.
Hil drot og fædreland! Hil hver en danneborger,
som virker hvad han kan, som virker hvad han kan!
Vort gamle Danmark skal bestå, så længe bøgen spejler,
sin top i bølgen blå, sin top i bølgen blå.

## Nederlandse vertaling
Er is een lieflijk land, dat staat met brede beuken,
nabij het zoute oostelijke strand, nabij het zoute oostelijke strand.
Het kronkelt zich door heuvel, vallei, het heet oude Denemarken,
en het is Freya’s zaal, en het is Freya’s zaal.
Daar zaten in tijden van weleer, de in harnas geklede reuzen,
rustende van de strijd, rustende van de strijd.
Dan trokken zij uit, ten strijde met de vijand, nu rusten hun beenderen,
achter de menhir van de heuvel, achter de menhir van de heuvel.
Het land is nog altijd bekoorlijk, door het blauw van zijn bochtende wateren,
en de bladeren die zo groen zijn, en de bladeren die zo groen zijn.
En nobele vrouwen, mooie maagden, en mannen, en gezonde knapen,
bewonen de Deense eilanden, bewonen de Deense eilanden.
Leve drost en vaderland! Leve iedere Deen,
die werkt zo hij kan, die werkt zo hij kan.
Ons oude Denemarken zal blijven bestaan, zolang de beuk weerspiegelt
zijn top in de blauwe golven, zijn top in de blauwe golven.